# Fridolin Pfaff
Fridolin Pfaff (* Juli 1543 Liestal; † 1587/88) war ein Schweizer Tischler.

## Leben
Fridolin Pfaff, auch Fridli Pfaff genannt, war der Sohn eines gleichnamigen Schreiners in Liestal. Von ihm stammt ein Wandschränklein in der Ratsstube des Rathauses in Liestal. Ihm wird überdies eine Truhe mit den Wappen von Eptingen und von Ramstein zugeschrieben, der sich heute im Historischen Museum Basel befindet.
Fridolin Pfaffs Witwe Ursula, geborene Ritter, heiratete nach seinem Tod den Liestaler Schreiner Peter Basin.